# Наурузово (Оренбургская область)
Наурузово — село в Пономарёвском районе Оренбургской области, административный центр Наурузовского сельсовета.

## География
Примыкает с юга к границам районного центра села Пономарёвка.

## История
Деревня Наурузово (Сокур арема) возникла летом 1743 года входе реализации указа императрицы Елизаветы Петровны по созданию ямских слобод для почтовой гоньбы по Новомосковской дороге. Первым старшиной деревни был выходец из Казанской губернии Науруз сын Таугая. География мест пребытия первопоселенцев обширна. Все они были выходцами из Казанской губернии и ее провинций. Необходимо отметить, что границы Казанского царства, а потом и Казанской губернии в первой половине XVIII века выходили за рамки территории современного Татарстана и включали в себя все Поволжье. Согласно вышеуказанному документу первопоселенцы по 1-й ревизии (1719 г.) были прописаны в Арской (10 – количество семей), Зюрейской (10), Алацкой (9), Ногайской (7), Галицкой (1) дорогах и Нагорной стороны (1) Казанского уезда, а также Свияжского (11), Синбирского (6), Курмышского (2), Алатырского (1), Касимовского (1), Саранского (1), Цивильского (1), Яренского (1) уездов. Как видно из этого списка первопоселенцы происходили из территорий современного Татарстана, Чувашии, Мордовии, а также Архангельской, Ульяновской, Саратовской, Нижегородской и Рязанской областей. В этническом плане основу первопоселенцев составляли казанские татары, а также татары-мишаре.. Им было разрешено селиться близ Новомосковской дороги без рекрутского набора с учётом выполнения бесплатной повинности по обеспечению почтовой службы. В 1811 году учтено было 120 дворов. В начале XX века действовало две мечети, медресе. В 1930 году открыта школа. В советское время работали колхозы им. Менжинского, Нариманово и им. Ленина.

## Население
Постоянное население составляло 1919 человек в 2002 году (татары 97 %), 1688 в 2010 году.

## Религия
Мечети
- Мечеть